# Rocca Fregoso
La rocca Fregoso è una costruzione fortificata che si trova nel borgo di Sant'Agata Feltria, in provincia di Rimini, sul cosiddetto Sasso del Lupo. Dal 1474 al 1660 vi risiedettero i Fregoso, originari della repubblica di Genova e strettamente imparentati con i da Montefeltro, duchi di Urbino. La sua definitiva realizzazione, pur in mancanza di documenti, è attribuita al famoso architetto Francesco di Giorgio Martini.

## Storia

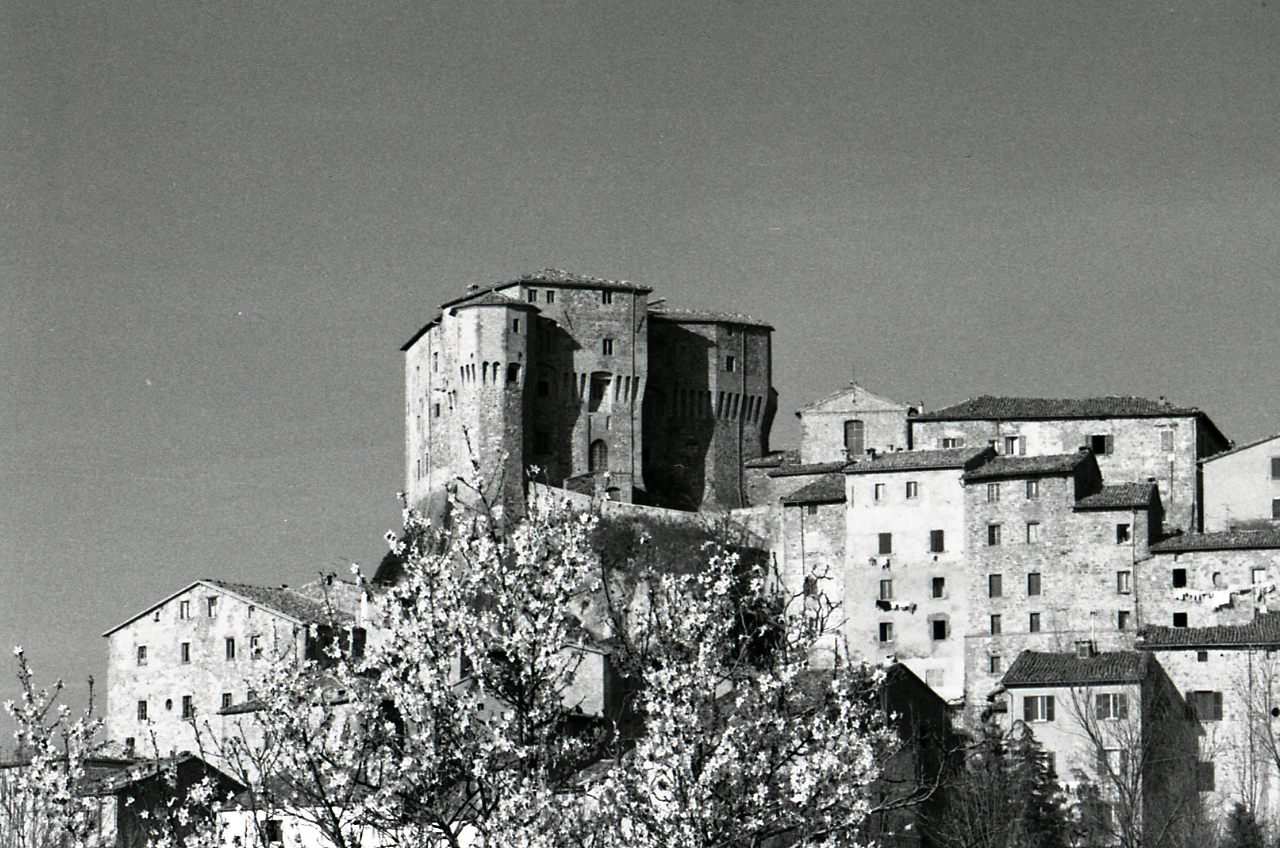
Veduta della rocca nel 1977 in una foto di Paolo Monti

Il primo nucleo della rocca risale al X secolo per volere del conte di Bertinoro Raniero Cavalca. Nel 1474 il duca di Urbino Federico da Montefeltro concesse alla figlia naturale Gentile dodici feudi tra cui il più importante era la contea di Sant'Agata Feltria, situata nel suo territorio, con una superficie di circa 80 km².
Gentile da Montefeltro (1448-1513) sposò Agostino Fregoso (1442-1486), figlio del doge della Repubblica di Genova Lodovico con il quale inaugurò la linea di Sant'Agata della casata genovese con i figli Federigo (1480-1541, futuro cardinale), Ottaviano, Margherita e Costanza.
Il castello domina tuttora il borgo su un colle di pietra arenaria. Fu ristrutturato e trasformato in residenza gentilizia rinascimentale nel 1474 con il presumibile intervento di Francesco di Giorgio Martini, coautore, tra le altre opere, del Palazzo Ducale di Urbino, su commissione di Federico.
Caratterizzato dalla torre poligonale, detta di Simonetto Fregoso, ospitò la piccola corte dei Fregoso fino al 1660 che lasciarono una significativa impronta nel paese e incaricarono artisti locali di eseguire gli affreschi della cappella palatina di forme esagonali.
Nel 1501 si rifugiò nella rocca il sovrano di Urbino Guidobaldo I da Montefeltro, fratellastro della contessa Gentile, scacciato dal ducato dalle truppe di Cesare Borgia. Ottaviano difese Sant'Agata, di cui fu investito dal papa Leone X nel 1513. Nel 1515 fu eletto doge di Genova e, alla sua morte nel 1524, governarono la contea il fratello Federigo e il figlio Aurelio che dimorarono nel castello e nel palazzo del borgo.
Nel 1631 il maniero ospitò i cardinali Antonio e Taddeo Barberini che si recavano a prendere possesso del ducato di Urbino in nome del papa Urbano VIII, loro zio, in seguito alla scomparsa senza eredi maschi di Francesco Maria II, ultimo dei Della Rovere. Nel 1660 la contea dei Fregoso fu incorporata nello Stato Pontificio.
Con l'estinzione del feudo ebbe inizio la decadenza della fortezza che venne adibita a varie destinazioni. Dal 1781 al 1820 fu sede di un convento di francescani, per poi essere abbandonata. Il mastio crollò nel 1835 e nel 1877 furono attuati decisivi interventi consolidativi dell'arenaria su cui si reggevano le fondamenta. Carcere militare e scuola, la rocca è stata oggetto, negli ultimi decenni, di una radicale e mirata risistemazione. Accoglie, oggi, il museo permanente Rocca delle Fiabe.

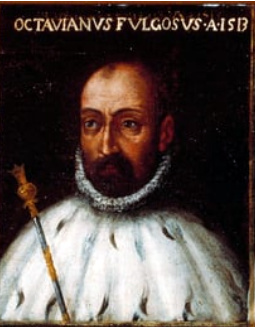
Il conte di Sant'Agata Feltria e doge Ottaviano Fregoso

## Museo
Su iniziativa di Antonio Faeti, la rocca ospita il museo della Rocca delle Fiabe e installazioni temporanee.